# Pont sur la Seine (Fouchères)
Le pont de Fouchères est un pont situé à Fouchères, en France offrant un point de passage routier au-dessus de la Seine.

## Description
On connaît deux versions du pont de Fouchères :
- la première dont il est traité au congrès archéologique de France en 1854 . Il s'agit d'un pont en pierre, composé d'onze arches, d'origine immémorielle, l'arche du milieu étant d'une hauteur suffisante pour autoriser la navigation fluviale. Un cliché historique remonte à quelques années avant 1898 (mort de l'auteur de la photographie).

- la seconde est le pont contemporain : un tablier en béton légèrement arqué reposant sur 4 piles, bas sur l'eau. Les garde-fous sont en ciment. Il permet le passage de la route départementale 81.

## Localisation
Le pont est situé sur la commune de Fouchères, dans le département français de l'Aube.

## Historique
L'édifice est inscrit au titre des monuments historiques en 1926.